# Битва при Оксвердерзейле
Битва при Оксвердерзейле — сражение Великой фризской войны, которое состоялось 18 июня 1417 года у селения Оксвердерзейл к западу от Нордхорна в Восточной Фризии между схирингерами с Сикке Сьярдой в качестве командующего с одной стороны и действующими на стороне феткоперов союзными силами (род том Брок и город Гронинген) во главе с Кено II том Броком.

## Предыстория
После того, как Кено II том Брок отвоевал город Эмден в Восточной Фризии у Хиско Абдены, и, после переворота в Гронингене, благородные семьи Бронкхорст и Онста были изгнаны из города Хеккеренами и схирингерами, между 1413 и 1415 годами больше не случалось открытых противостояний. Противоборствующие стороны пытались нанести друг другу максимальный ущерб путём пиратства. Окко, например, затопил часть Оммеландов, а схирингеры во главе с Коппеном Яргесом совершили грабительский рейд на Оммеланды, чтобы получить средства на собственную оборону.
Союзная партия планировала покорить Гронинген и собрала большой флот. Пока этот флот ожидал прибытия схирингеров, многие союзники Кено том Брока из Оммеландов собрались в Элде. Поскольку Гронинген не был хорошо защищён схирингерами, город попал в руки союзников, вероятно, в ночь с 13 на 14 сентября 1415 года. Когда Кено высадился на берег со своим флотом, Коппен бежал с армией схирингеров в Кампен, а оттуда в Снек, а затем в Болсвард. Коппен хотел завладеть Гронингеном как можно скорее, и он сформировал новую армию схирингеров в Вестлауверской Фрисландии. Он также укрепил эту армию другими схирингерами, убедив их участвовать в войне против Кено и его партии. Коппен неожиданно получил помощь от императора Священной Римской империи Сигизмунда. Центр боевых действий теперь сместился из Восточной Фризии и города Гронингена к западу от Оммеландов.

## Битва
Усиленная армия схирингеров в начале июня 1417 года начала наступление на город Гронинген. Переправившись из Вестлауверской Фрисландии через Лауэрс, они по пути взяли монастырь Адуард для использования в качестве укрепления. Тем временем Кено со своей армией находился в пути из Восточной Фрисландии, чтобы оказать помощь Оммеландам. 18 июня обе стороны стояли друг против друга в Оксвердерзейле. Командующим схирингеров был хофтлинг Франекера Сикке Сьярда, в то время как Кено был во главе союзных сил.
Сражавшиеся с обеих стороны присутствовали в большом количестве, как позже стало очевидно из числа павших в битве. Битва была ожесточённой, но в итоге битву выиграли союзники, а не схирингеры. По словам более позднего историка Уббо Эммиуса, главнокомандующий восточнофризской армией Фокко Укена, сражавшийся на стороне Кено, сыграл важную роль в ходе битвы. Со стороны схирингеров около 500 человек погибли и около 400 было взято в плен. Остальные схирингеры сбежали. Было также много жертв со стороны союзников, но точное их число неизвестно.

## Последствия
Кено подавил схирингеров, но по причине болезни вернулся в Брокмерланд. Через два дня после победы Гронинген, Хунсиго и Фивельго заключили новый союз, в котором они обязуются друг другу не принимать иностранцев. Часть армии Кено осталась в Гронингене под руководством Фокко Уккены и Зибета Папинги. Она преследовала схирингеров, которые направлялись к Ахткарспелену и грабили их.